# Ndiki
Ndiki ou Ndiki Tole est un village du Cameroun situé dans la région du Centre et le département du Mbam-et-Inoubou. Il fait partie de la commune de Ndikiniméki.

## Population
En 1964 le village comptait 1 495 habitants, principalement Banen.
Lors du recensement de 2005, on y dénombrait 594 personnes.